# Henri Fouquet (médecin)
Pour les articles homonymes, voir Henri Fouquet.
Henri Fouquet, né à Montpellier le 31 juillet 1727  et mort le 10 octobre 1806, est un médecin français.
À la faculté de médecine de Montpellier, il fut l'élève de Venel.
Médecin militaire, inspecteur de l’armée des Pyrénées-Orientales, il tint la première chaire de clinique interne de Montpellier de 1794 à 1803.
Il collabora à l’Encyclopédie, fut membre de l'Institut de France et chevalier de la Légion d'honneur par décret du 17 juillet 1804.
En 1800, il se rendit en Andalousie pour analyser les variations du pouls en fonction d’affections diverses et fournit des représentations graphiques de ces affections.

## Œuvres
- Wetsh, avec une planche hors-texte d’Henri Fouquet, Medicina ex pulsu, sive systema doctrinae sphygmicae, Vindobonae, 1770.
- Discours sur la Clinique, Montpellier, chez G. Izar et A. Ricard, Imprimeurs de l’École de Médecine, An X.